# Dlouhé
Dlouhé (německy Dlouha) je obec v okrese Žďár nad Sázavou v kraji Vysočina. Žije zde 257 obyvatel.

## Historie
První písemná zmínka o obci pochází z roku 1407.
Obec Dlouhé v roce 2013 obdržela ocenění Oranžová stuha v soutěži Vesnice Vysočiny, tj. ocenění za spolupráci obce a zemědělského subjektu. V roce 2018 získala obec ve stejné soutěži ocenění Modrá stuha za společenský život. V roce 2022 získala obec ocenění v soutěži Vesnice Vysočiny 2022, konkrétně obdržela Diplom za vzorné vedení kroniky.
| Rok            | 1869 | 1880 | 1890 | 1900 | 1910 | 1921 | 1930 | 1950 | 1961 | 1970 | 1980 | 1991 | 2001 | 2006 | 2013 |
| Počet obyvatel | 459  | 432  | 398  | 386  | 415  | 380  | 342  | 293  | 271  | 267  | 300  | 279  | 270  | 270  | 285  |